# Гаплогруппа U5 (мтДНК)
Гаплогруппа U5 — гаплогруппа митохондриальной ДНК человека.

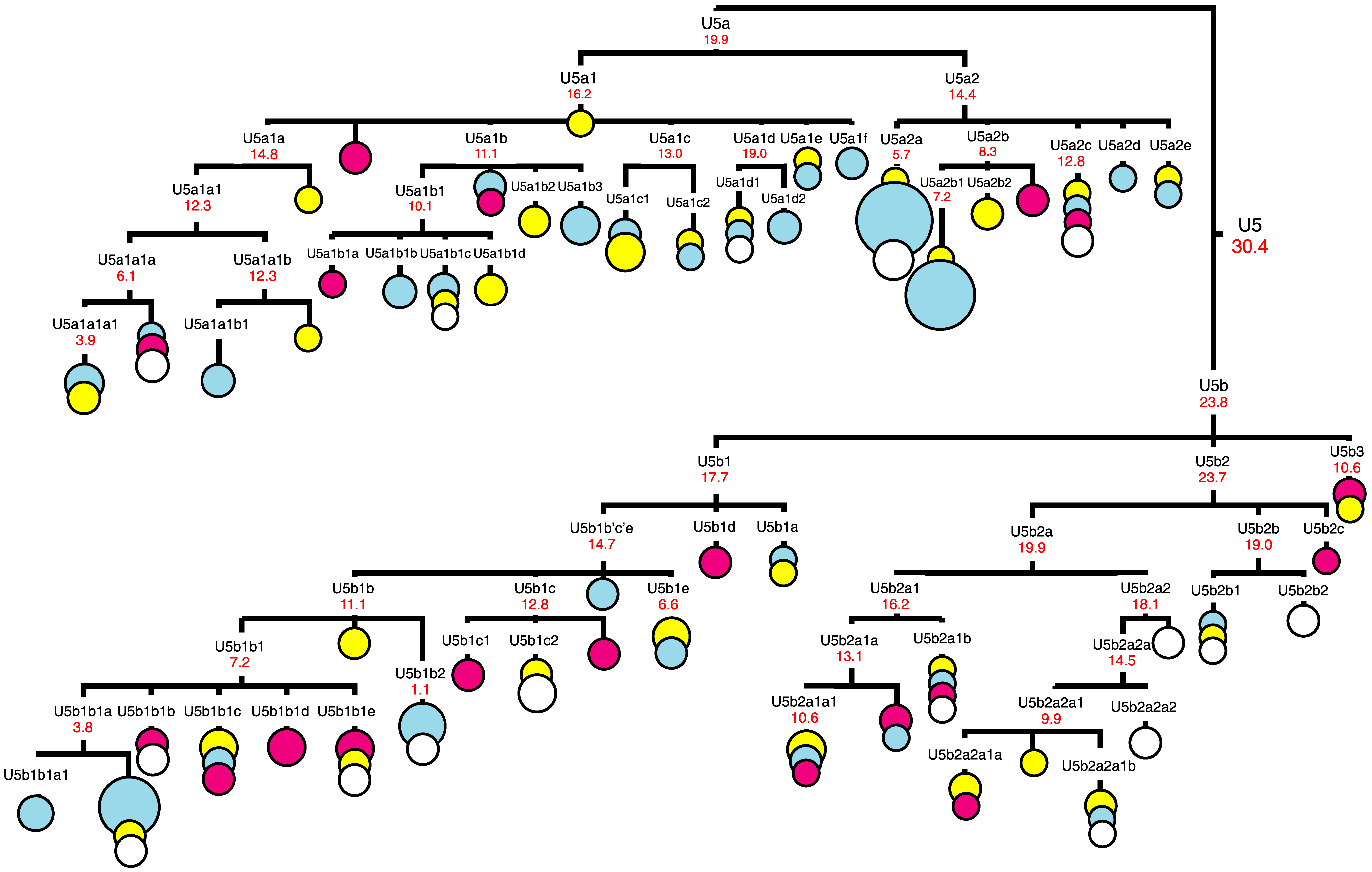
Филогенетическое дерево гаплогруппы U5 (mtDNA)

## Субклады
- U5a'b T3197C . G9477A . T13617C
  - U5a A14793G . C16256T
  - U5b C150T . A7768G . T14182C

## Распространение
Кавказ
- абазины — 10.5%, адыги — 9.7%, абхазы — 7.3%, северные осетины — 7.3%, карачаевцы — 5.7%, кубанские ногайцы — 4.6%, южные осетины — 4.2%, мегрелы — 3.9%, черкесы — 2.4%.[1]

## Палеогенетика

### Палеолит
Граветтская культура
- Vestonice15 — Дольни-Вестонице, Dreifachgrab von Dolní Věstonice — Чехия — 31,070–30,670 calBP — М — BT : U5.[2]
- Vestonice16 — 30,710–29,310 calBP — М — IJK : U5.[2]
- Vestonice43 — 30,710–29,310 calBP — М — F : U5.[2]
- Pavlov1 — Pavlov I — Палава, Чехия — 31,110–29,410 calBP — М — C1a2 : U5.[2]
- KremsWA3 — Krems-Wachtberg — Кремс, Австрия — 31,250–30,690 calBP — М — I (M170) : U5.[2]

Мадленская культура
- ERR-1 — Erralla — Гипускоа, Испания — 12310 BP — U5.[3]

### Мезолит
- CMN1, CMN2 — Cingle del Mas Nou — Кастельон, Испания — 5000 BC — U5.[4]
- U5a2 определили у мезолитического образца Lec2 (10,39 тыс. л. н.) из крымской пещеры Лесника (Lesnik Cave), известной также как Медвежья пещера (Bear Cave)[5][6].

### Неолит
Кардиальная керамика
- CSA24 — Cova de Can Sadurní — 5475–5305 calBC — U5.[7]
- Ave07 — Avellaner cave — Каталония, Испания — 5000 BC — М — E1b1b1a1b (V13) : U5.[8]

Культура пещер
- MZ-1 — Marizulo — Гипускоа, Испания — 5285 BP — U5.[3]

Культура воронковидных кубков
- SK8d — Ostorf, Германия — 3200 calBC — М — U5.[9]
- SK35 — Ostorf, Германия — 3100 calBC — Ж — U5.[9]

Grotte des Treilles
- 137, 195, 575, 579 — Аверон, Франция — 3000 BC — М — G2a (P15) : U5.[10]

### Бронзовый век
Каракольская культура
- Karakol1 — Каракол-1, кург. 3 — Алтай, Россия — сер. II тыс. до н.э — М — U5.[11][12]

Клад-Халланские мумии
- CladhHallan1 — Саут-Уист, Шотландия, Великобритания — 1440–1360 BC — М — U5.[13]

Ак-Мустафа
- 1 — Ak-Mustafa (курган 2) — Казахстан — 1400–1000 BC — U5.[14]

### Железный век
Пазырыкская культура
- Ak-Alakha-5 — Ак-Алаха-5, кург. 4, погр. 1 — Укок, Алтай, Россия — 400–200 BC — М — U5 or J.[11][12]

Доримское население Иберии
- 2002 Z13 — Puig de Sant Andreu — Ульястрет, Жирона, Каталония — Испания — 535–200 BC — U5*.[15]

### Средние века
Суй, Iranians in China
- YuHong1 — Tomb of Yu Hong — Тайюань, Китай — d. 593 — М — U5.[16]

Баски
- B29-42 (individual 5), B86, B104 — Aldaieta — Алава, Испания — 500–700 AD — R1b : U5.[17]

Аль-Андалус
- Priego32, Priego33 — Madinat Baguh — Приего-де-Кордова, Испания — 1100–1300 AD — U5*.[18]

## Публикации
2004
- Lalueza-Fox, C., Sampietro, M. L., Gilbert, M. T., Castri, L., Facchini, F., Pettener, D., & Bertranpetit, J. Unravelling migrations in the steppe: mitochondrial DNA sequences from ancient Central Asians. Proceedings of the Royal Society B (7 мая 2004).

2005
- Sampietro, M.L., Caramelli, D., Lao, O., Calafell, F., Comas, D., Lari, M., Agustí, B., Bertranpetit, J. and Lalueza‐Fox, C. (September 2005). The Genetics of the Pre‐Roman Iberian Peninsula: A mtDNA Study of Ancient Iberians. Annals of Human Genetics. 69 (5): 535–548. ISSN 1469-1809.{{cite journal}}:  Википедия:Обслуживание CS1 (множественные имена: authors list) (ссылка)

2006
- Casas, M.J., Hagelberg, E., Fregel, R., Larruga, J.M. and González, A.M. (December 2006). Human mitochondrial DNA diversity in an archaeological site in al‐Andalus: Genetic impact of migrations from North Africa in medieval Spain. American Journal of Physical Anthropology. 131 (4): 539–551. ISSN 0002-9483.{{cite journal}}:  Википедия:Обслуживание CS1 (множественные имена: authors list) (ссылка)
- Alzualde, A., Izagirre, N., Alonso, S., Alonso, A., Albarrán, C., Azkarate, A. and de la Rúa, C. (July 2006). Insights into the "isolation" of the Basques: mtDNA lineages from the historical site of Aldaieta (6th–7th centuries AD). American Journal of Physical Anthropology. 130 (3): 394–404. ISSN 0002-9483.{{cite journal}}:  Википедия:Обслуживание CS1 (множественные имена: authors list) (ссылка)

2007
- Xie C.Z, Li C.X, Cui Y.Q, Zhang Q.C, Fu Y.Q, Zhu H and Zhou H. Evidence of ancient DNA reveals the first European lineage in Iron Age Central China. Proceedings of the Royal Society B (24 апреля 2007).
- Chikisheva, T.A., Gubina, M.A., Kulikov, I.V. et al. A paleogenetic study of the prehistoric populations of the Altai. Archaeology, Ethnology and Anthropology of Eurasia (декабрь 2007).
- Чикишева Т.А., Губина М.А., Куликов И.В., Карафет Т.М., Воевода М.И., Ромащенко А.Г. Палеогенетическое исследование древнего населения Горного Алтая // Археология, этнография и антропология Евразии. — 2007. — № 4 (32). — С. 130—142.

2009
- Bramanti B, Thomas MG, Haak W, Unterlaender M, Jores P, Tambets K, Antanaitis-Jacobs I, Haidle MN, Jankauskas R, Kind CJ, Lueth F, Terberger T, Hiller J, Matsumura S, Forster P, Burger J. Genetic Discontinuity Between Local Hunter-Gatherers and Central Europe’s First Farmers. Science (2 октября 2009).

2010
- Литвинов С. С. Изучение генетической структуры народов Западного Кавказа по данным о полиморфизме Y-хромосомы, митохондриальной ДНК и Alu-инсерций. — Уфа, 2010. — 23 с.

2011
- Lacan et al. Ancient DNA reveals male diffusion through the Neolithic Mediterranean route. PNAS (14 июня 2011).
- Lacan et al. Ancient DNA suggests the leading role played by men in the Neolithic dissemination. PNAS (8 ноября 2011).

2012
- Gamba C, Fernández E, Tirado M, Deguilloux MF, Pemonge MH, Utrilla P, Edo M, Molist M, Rasteiro R, Chikhi L, Arroyo-Pardo E. (January 2012). Ancient DNA from an Early Neolithic Iberian population supports a pioneer colonization by first farmers. Molecular Ecology. 21 (1): 45–56. ISSN 1365-294X.{{cite journal}}:  Википедия:Обслуживание CS1 (множественные имена: authors list) (ссылка)
- Hervella M, Izagirre N, Alonso S, Fregel R, Alonso A, Cabrera VM, et al. Ancient DNA from Hunter-Gatherer and Farmer Groups from Northern Spain Supports a Random Dispersion Model for the Neolithic Expansion into Europe. PLOS One (25 апреля 2012).
- Jayd Hanna, Abigail S. Bouwman, Keri A. Brown, Mike Parker Pearson, Terence A. Brown (August 2012). Ancient DNA typing shows that a Bronze Age mummy is a composite of different skeletons. Journal of Archaeological Science. 39 (8). Elsevier: 2774–2779. ISSN 0305-4403.{{cite journal}}:  Википедия:Обслуживание CS1 (множественные имена: authors list) (ссылка)

2016
- Fu, Q., Posth, C., Hajdinjak, M. et al. The genetic history of Ice Age Europe. Nature (2 мая 2016).